# Caprasius z Lérins
Svatý Caprasius z Lérins ( † 430) byl galský poustevník a zakladatel opatství Lérins.

## Život
Narodil se někdy ve 4. století v Gálii.
Pocházel z bohaté a vážené rodiny, ale vzdal se skvělých světských vyhlídek, aby mohl žít jako poustevník na Îles de Lérins ve Středozemním moři u pobřeží jižní Galie.
Připojil se k němu Honoratus a jeho bratr Venantius, kteří se chtěli také stát poustevníky. Všichni tři se rozhodli vydat na pouť do Svaté země a navštívit posvátná místa Palestiny a lávry Sýrie a Egypta. Cesta byla přerušena smrtí Venantia v Methoni (Messénie).
Caprasius a Honoratus se vrátili do Galie, kde se usadili v kopcích poblíž Fréjus, než se vrátili do Lérins. Připojilo se k nim několik dalších poustevníků a komunita se nechala inspirovat řeholí svatého Pachomia Velikého. Tato komunita dala vzniknout opatství Lérins.
Zemřel roku 430.
Jeho relikvie jsou uchovány v opatství svatého Caprasia v italské Aulle.
Jeho svátek se připomíná 1. června.